# Daniela Costian
Daniela Costian   (Brăila, 30 d'abril de 1965) és una atleta romanesa, nacionalitzada australiana el 1990, ja retirada, especialista en el llançament de disc, que va competir durant la dècades de 1980 i 1990.
El 1992 va prendre part en els Jocs Olímpics d'Estiu de Barcelona, on guanyà la medalla de bronze en la competició del llançament de disc del programa d'atletisme. També disputà els Jocs de 1996, a Atlanta, i del 2000, a Sydney, on quedà eliminada en sèries de la prova del llançament de disc.
En el seu palmarès també destaquen una medalla de plata al Campionat del món d'atletisme de 1993 i una d'or als Jocs de la Commonwealth de 1994. El 1985, sota bandera de Romania, guanyà una medalla de bronze a les Universíades. Al Campionat d'Europa d'atletisme de 1986, a Stuttgart, fou setena en la prova de disc, però va ser desqualificada i suspesa per dopatge després de donar positiu en esteroides. Guanyà deu campionats australians, set de disc i tres de pes, entre 1988 i 1996.
El seu millor llançament fou de 73,84 metres, el 1988, encara rècord romanès. Com a australiana el millor resultat fou de 68,72 metres l'any 1994. Aquest llançament va ser el rècord australià i d'Oceania durant 23 anys, fins que fou millorat per Dani Stevens l'agost de 2017.

## Millors marques
- Llançament de pes. 15,88 (1996)[9]
- Llançament de disc. 73,84 metres (1988)[1]